# Isidre Pòlit i Boixareu
Isidre Pòlit i Boixareu (Alella, 1880 – Barcellona, 19 ottobre 1958) è stato un astronomo spagnolo di lingua catalana.
Laureatosi in scienze nel 1902, ottenne il dottorato nel 1904. Fu professore all'Università di Barcellona e assistente di Josep Comas i Solà all'osservatorio Fabra, alla cui morte ne subentrò nel ruolo di direttore.
Il Minor Planet Center gli accredita la scoperta dell'asteroide 4298 Jorgenúnez effettuata il 17 novembre 1941.
Gli è stato dedicato l'asteroide 1708 Pólit.